# Hitelfedezet

## Ingatlanfedezet (jelzáloghitel esetén)
Az az ingatlan, melyet jelzáloghitel esetén az ügyfél a hitel biztosítékaként felajánl. Ilyenkor a bank jelzálogjogot jegyeztet be adott ingatlan(ok)ra a hitelösszeg erejéig.

## Per és tehermentes ingatlan(-fedezet)
Az az ingatlan, melynek tulajdoni lapján sem perfeljegyzés, sem jelzálogjog, sem végrehajtási jog, sem elidegenítési és terhelési tilalom nincs feljegyezve. Az ilyen ingatlan esetében a tulajdoni lap harmadik (terheket tartalmazó) része üres.

## Pótfedezet
Hiteligénylésnél lehetőség van pótfedezet (más néven kiegészítő fedezet), azaz másik ingatlan bevonására, ha az ügyfél által felajánlott ingatlan forgalmi értéke túl alacsony a kívánt kölcsönösszeg felvételéhez. A bankok általában meghatározzák, hogy maximálisan hány ingatlan vonható be fedezetként egy ügyletbe, illetve azoknak mekkora a minimális értéke. Több ingatlan fedezetbe való bevonása esetén általában az ingatlanokra egyetemleges jelzálogjog kerül bejegyzésre.

## Fedezetcsere
Fedezetcseréről akkor beszélünk, amikor a hitelszerződés fedezetéül szolgáló ingatlan helyett egy másik ingatlan kerül be fedezetként. Ebben az esetben az új fedezetnek meg kell felelni a bank fedezetekkel kapcsolatos előírásainak (főleg az ingatlan értékére vonatkozóan).

## Fedezeti szorzó
Az ingatlan értékének és a hitel összegének hányadosa. A bankok saját szabályzatukban határozzák meg a fedezeti szorzót.

## Fedezetigazolás
Olyan igazolás, mely hitelt érdemlően bizonyítja, hogy az ügylethez szükséges fedezet rendelkezésre áll (pl. tulajdoni lap, bankgarancia).

## Hitelfedezeti biztosítás
Biztosítás, mely fedezetet nyújt halál vagy baleseti teljes és végleges rokkantság esetén. Jelzáloghitel felvételekor a bank előírhatja a biztosítás megkötését adóstárs hiányánál, egykeresős családnál vagy ha az adós életkora azt indokolttá teszi. A biztosítást ez eseten a hitelt nyújtó bankra kell engedményeztetni a felvett összeg erejéig. Ha a biztosított személy (adós) meghal, vagy tartósan rokkantá válik, akkor a biztosító a biztosítási összeg erejéig az adós hitelét előtörleszti. Egyes biztosítások kiterjednek a tartós táppénz vagy munkanélküliség esetére is. 
A hitelfedezeti biztosítás megtakarítást nem tartalmaz.